# روبنسون فيريرا
روبنسون فيريرا (بالإسبانية: Robinson Ferreira)‏ هو لاعب كرة قدم أوروغواني في مركز الدفاع، ولد في 7 مارس 1992 في الأوروغواي. لعب مع Cerro Largo F.C. ‏ واتحاد سان فيليبي ‏.

## وصلات خارجية
- روبنسون فيريرا على موقع قاعدة بيانات كرة القدم.إي يو (الإنجليزية)
- روبنسون فيريرا على موقع Soccerway.com (الإنجليزية)